# (57901) Hitchens
(57901) Hitchens est un astéroïde de la ceinture d'astéroïdes entre Mars et Jupiter. Il a été découvert le 9 février 2002 par le programme LONEOS à la station Anderson Mesa. 
La nom de l'astéroïde est un hommage au polémiste et militant athée Christopher Hitchens. 